# Atentado no Grand Brighton Hotel

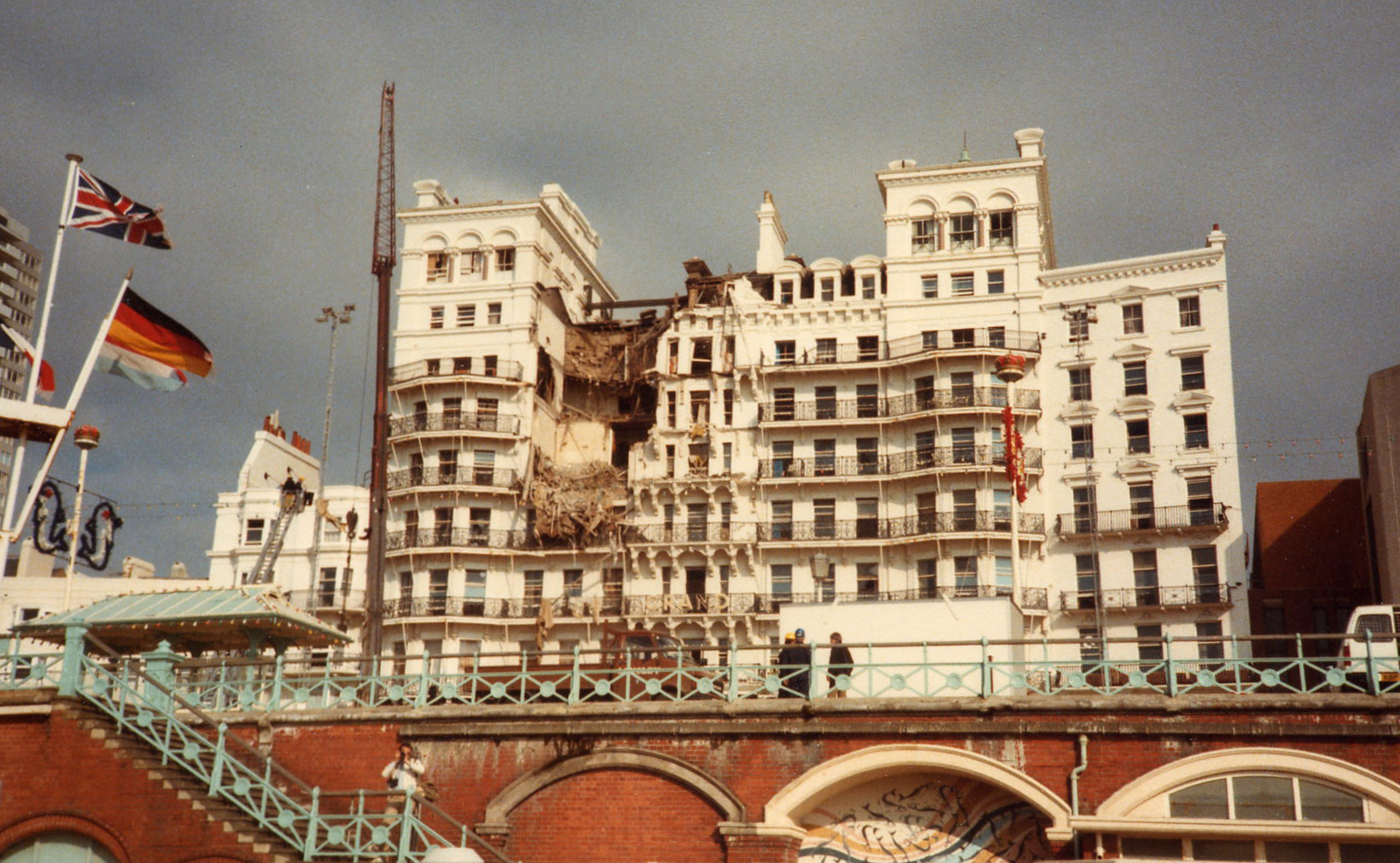
O hotel após a explosão

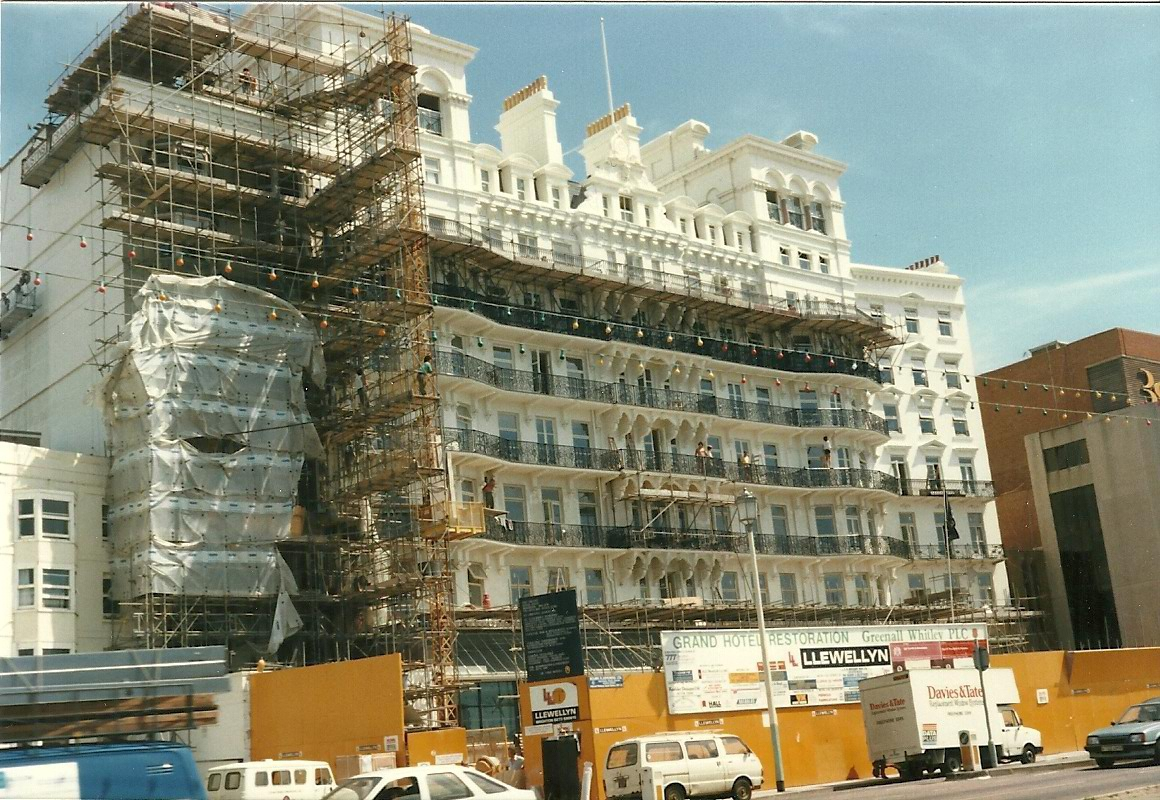
O Grand Hotel em 1986.

O atentado no Grand Hotel ocorreu na cidade de Brighton, Inglaterra, em 12 de outubro de 1984.
Uma bomba relógio de longa duração foi plantada pelo IRA no hotel com o objetivo de matar a primeira-ministra Margaret Thatcher e seus ministros, que estavam na cidade para uma conferência do Partido Conservador.
A bomba foi plantada no quarto número 629, antes da chegada de Margaret Thatcher, por Patrick Magee. Embora Thatcher tenha escapado ilesa, cinco pessoas foram mortas, incluindo um parlamentar, e outras 31 ficaram feridas.

## Consequências

### Declaração IRA
O IRA assumiu a responsabilidade no dia seguinte e disse que tentaria novamente. Sua declaração dizia:
A Sra. Thatcher agora vai perceber que a Grã-Bretanha não pode ocupar nosso país e torturar nossos prisioneiros e atirar em nosso povo em suas próprias ruas e escapar impune. Hoje não tivemos sorte, mas lembre-se de que só precisamos ter sorte uma vez. Você terá que ter sorte sempre. Dê paz à Irlanda e não haverá mais guerra.

### A resposta de Thatcher
Thatcher iniciou a próxima sessão da conferência às 9h30 da manhã seguinte, conforme programado. Ela abandonou seu discurso a maioria dos ataques planejados ao Partido Trabalhista e disse que o atentado foi "uma tentativa de paralisar o governo democraticamente eleito de Sua Majestade":
Essa é a escala de indignação que todos compartilhamos, e o fato de estarmos reunidos aqui agora - chocados, mas compostos e determinados - é um sinal não só de que este ataque falhou, mas de que todas as tentativas de destruir a democracia por o terrorismo fracassará. 
Um de seus biógrafos escreveu que a "frieza de Thatcher, logo após o ataque e nas horas seguintes, ganhou admiração universal. Seu desafio foi outro momento Churchilliano em seu primeiro-ministro que parecia encapsular tanto seu próprio caráter de aço como o do público britânico recusa estoica de se submeter ao terrorismo". Imediatamente depois, sua popularidade disparou quase ao nível que tinha estado durante a Guerra das Malvinas. No sábado após o atentado, Thatcher disse aos seus constituintes: "Sofremos uma tragédia que nenhum de nós poderia imaginar que aconteceria em nosso país. E nos recuperamos e nos organizamos como todo bom povo britânico faz, e pensei: vamos nos posicionar juntos, pois somos britânicos! Eles estavam tentando destruir a liberdade fundamental que é o direito de nascimento de todo cidadão britânico, a liberdade, a justiça e a democracia”.

### Patrick Magee
Depois que os investigadores reduziram o local da explosão para o banheiro do quarto 629, a polícia começou a rastrear todos os que haviam permanecido no quarto. Isso acabou levando-os a "Roy Walsh", um pseudônimo usado pelo membro do IRA, Patrick Magee. Magee foi seguido por meses pelo MI5 e pelo ramo especial , e finalmente foi preso em um apartamento do IRA em Glasgow. Apesar dos dias de interrogatório, ele se recusou a responder às perguntas - mas uma impressão digital em um cartão de registro recuperado das ruínas do hotel foi o suficiente para condená-lo. Muitos anos depois, em agosto de 2000, Magee admitiu ao The Guardian que executou o atentado, mas disse-lhes que não aceitava que deixou uma impressão digital no cartão de registro, dizendo "Se essa era minha impressão digital eu não coloquei lá".
Em setembro de 1985, Magee (então com 35 anos) foi considerado culpado de plantar a bomba, detoná-la e de cinco acusações de assassinato. Magee recebeu oito sentenças de prisão perpétua: sete por delitos relacionados ao bombardeio de Brighton e a oitava por outra conspiração de bomba. O juiz Sir Leslie Boreham recomendou que ele cumprisse pelo menos 35 anos, descrevendo Magee como "um homem de excepcional crueldade e desumanidade". Mais tarde, o secretário do Interior, Michael Howard, estendeu isso para "toda a vida". No entanto, Magee foi libertado da prisão em 1999 nos termos do Acordo da Sexta-feira Santa, tendo cumprido 14 anos (incluindo o tempo anterior à sua sentença). Um porta-voz do governo britânico disse que sua libertação "foi difícil de engolir" e um apelo do então secretário do Interior, Jack Straw, para impedi-la, foi rejeitado pelo Supremo Tribunal da Irlanda do Norte.

Em 2000, Magee falou sobre o atentado em uma entrevista ao The Sunday Business Post. Ele disse ao entrevistador Tom McGurk que a estratégia do governo britânico na época era retratar o IRA como meros criminosos enquanto continha os problemas na Irlanda do Norte:
Enquanto a guerra fosse mantida nesse contexto, eles poderiam sustentar os anos de desgaste. Mas, no início da década de 1980, conseguimos destruir ambas as estratégias. A greve de fome destruiu a noção de criminalização e o bombardeio de Brighton destruiu a noção de contenção [...] Depois de Brighton, tudo era possível e os britânicos pela primeira vez começaram a nos olhar de maneira muito diferente; até o próprio IRA, acredito, começou a aceitar plenamente a prioridade da campanha na Inglaterra. 
Sobre os mortos no bombardeio, Magee disse: "Lamento profundamente que alguém tenha perdido a vida, mas na época a classe dominante conservadora esperava permanecer imune ao que suas tropas da linha de frente estavam fazendo contra nós?".

### Atitudes em relação à segurança
O jornalista do Daily Telegraph David Hughes chamou o atentado de "o ataque mais audacioso a um governo britânico desde a Conspiração da Pólvora" e escreveu que "marcou o fim de uma era de inocência comparativa. Daquele dia em diante, todas as conferências do partido neste país tornaram-se cidadelas fortemente defendidas".